# 鄧旭
鄧旭，字元昭，江南壽州（今屬安徽省）人。清初政治人物。

## 生平
鄧旭於順治四年（1647年）中式丁亥科三甲進士。選庶吉士，散館授檢討，官至甘肅洮岷道。著有《林屋詩集》。